# 居金根
居金根是德国莱茵兰-普法尔茨州的一个市镇。总面积2.34平方公里，总人口1051人，其中男性527人，女性524人（2011年12月31日），人口密度449人/平方公里。